# Attilio Vedolin
Attilio Vedolin (São Paulo, 16 de fevereiro de 1929 — Praia Grande, 16 de abril de 2006) conhecido como Attilio, foi um futebolista ítalo-brasileiro.

## Carreira
Filho de imigrantes italianos, o paulistano, Attilio iniciou sua carreira em 1940, no tradicional Clube Atlético Recreativo Maria Zélia, da Vila Operária Maria Zélia. Posteriormente foi atuar na equipe infantil do Corinthians. 
Attilio transferiu-se para o Corinthians em 1944, onde foi campeão infantil em 1944, juvenil em 1945-46 e amador 1947-48. Após deixar o time do Parque São Jorge, acertou retorno com a equipe da Vila Operária Maria Zélia, clube que deu seus primeiros pontapés e permaneceu no clube até 1953, ano em que encerrou a sua carreira.

## Maria Zelia e Corinthians
O Clube Atlético Recreativo Maria Zélia,da Vila Operária Maria Zélia, região centro/leste da Capital Paulista, tem uma ligação histórica com o Sport Club Corinthians Paulista, o maior campeão do Futebol do Estado de São Paulo, e um dos maiores clubes do Futebol Brasileiro.
Muitas das estrelas do clube alvinegro (do anos 1940 e 1950), iniciaram suas carreiras no Clube Atlético Recreativo Maria Zélia, e posteriormente foram atuar na equipe juvenil, infantil e profissional do Sport Club Corinthians Paulista.
Nada menos que 14 jogadores do Maria Zélia foram para o Corinthians (nesse período) de uma só vez. São eles: o Zequinha Rubinato, os irmãos Vedolin (Attílio e Guerino), Newton Albertini (Tinim), Paulo de Almeida, Nelson Caruso, Cláudio Cortez,Pedrinho Leandro, Milton Pimentel (Miltinho), Roberto Aiello, Valussi (futuro árbitro Anacleto Pietrobon), Cabeção, Roberto Belangero, Luizinho, Nardo e Colombo.
Muitos dos futebolistas que saíram das Maria Zélia se tornaram inclusive ídolos eternos do clube do Parque São Jorge como por exemplo: Cabeção, Nardo, Colombo, Roberto Belangero e Luizinho.